# 黑灰蝶
黑灰蝶（學名：Niphanda fusca），又名黑小灰蝶、臺灣黑小灰蝶、蟻巢紫灰蝶、台灣黑小灰蝶。是一種主要分布於東亞國家（如日本與韓國）的寄生性蝴蝶。牠是日本弓背蟻的「杜鵑型」寄生者。牠透過化學擬態欺騙工蟻，使其在幼蟲處於第三齡期時將其收養。之後，牠會被工蟻以口對口方式餵食，就像是牠們自己的幼蟲一般。
本物種的雌雄蝴蝶在顏色上有所差異。雄蝶具有偏紫色的光澤，且翅膀下方呈灰色。
黑灰蝶 目前為瀕危蝴蝶，族群數量正快速且令人擔憂地減少。許多過去曾有紀錄的地點，如今已成為滅絕區域。這些變化大多發生在過去40年間，主要因為棲地環境變遷，遠離其偏好的早期演替生態系，以及都市開發所造成的棲地喪失。

## 描述
此蝴蝶具有寬大的斑點翅膀，前翅斑紋較大且更為明顯。體色為米灰色，斑點為較深的棕色。觀察到雄蝶具有灰色的翅膀下方。

## 棲地
黑灰蝶成蟲通常棲息於開闊地區，如草原、開放林地、草地及灌木叢。 牠們也可在半裸露地區或早期演替階段的環境中發現，例如懸崖或火山附近的草原。
由於其對日本弓背蟻的高度依賴，黑灰蝶的棲地亦受限於寄主螞蟻的棲息偏好。日本弓背蟻喜歡在陽光充足的地區築巢，因此黑灰蝶也受到相同限制。蝴蝶幼蟲孵化後需依賴蚜蟲為食，因此並非所有有日本弓背蟻棲息的地點都適合 黑灰蝶 生存。

## 活動範圍
黑灰蝶的早期生活階段多數集中於日本弓背蟻的巢穴中。產卵會在寄主螞蟻照顧的產生蜜露的蚜蟲附近進行，孵化後的幼蟲會以蚜蟲排出的蜜露為食。當毛毛蟲成長至第三齡幼蟲時，會被帶入日本弓背蟻巢中，並在其中停留約十個月，直到於巢口化蛹。數月後才會再次產卵。

## 寄主植物
不同於多數蝴蝶，黑灰蝶 並不取食或依賴寄主植物，而是以蚜蟲的排泄物為食，後期則依賴 日本弓背蟻的反芻物。因此，雌蝶並不特別選擇特定植物進行產卵，而是會尋找靠近日本弓背蟻巢穴及蚜蟲群落的植物與樹木，以確保後代有足夠食物來源。在實驗室中曾使用的一種植物是日本芒草。

## 食物資源

### 幼蟲
在第一齡期，有時是第二齡期時，毛毛蟲會以蚜蟲產出的類似蜜露的排泄物為食。在實驗室中觀察到，這些蚜蟲會取食日本芒草，即 Miscanthus sinensis。 這些蚜蟲同時也受到黑灰蝶寄主螞蟻日本弓背蟻的照顧。 這點與多數其他寄生性蝴蝶不同，後者通常以植物為食。
幼蟲被日本弓背蟻工蟻收養時，有時為第二齡期，但通常是在第三齡期。 它們依靠螞蟻的反芻物為食，並完全仰賴寄主螞蟻才能存活——因此此寄生行為為一種物種專屬的義務性互動關係。

## 親代照護

### 產卵

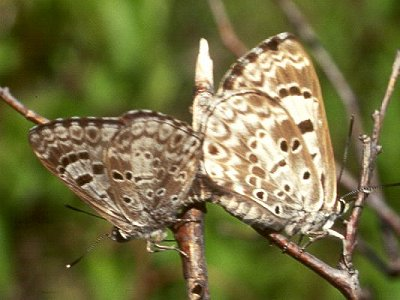
交配。

雌性黑灰蝶會在靠近蚜蟲群落的樹上產卵，通常成小群聚狀。 這樣的策略性位置安排，可讓剛孵化的毛毛蟲立即取得食物來源，並鄰近將來會收養牠們的寄主螞蟻。子代在第一齡期時幾乎可以確保有食物來源，先由蚜蟲供應，之後再由螞蟻餵養直到化蛹。黑灰蝶 為一年一代（univoltine），意即雌蝶每年僅產下一小窩後代。

## 生命週期

### 卵
產卵發生於蚜蟲群落附近，因為剛孵化的毛毛蟲將會以蚜蟲的蜜露樣排泄物為食。每年產卵一次，通常為小群聚形式。

### 幼蟲
毛毛蟲孵化後，會先取食蚜蟲所產的蜜露，直到牠們成為第二齡或第三齡幼蟲。這些蚜蟲會受到寄主螞蟻日本弓背蟻的照顧，因而讓毛毛蟲得以接近即將寄生的螞蟻。
當毛毛蟲發育為第三齡幼蟲時，牠們會發展出外分泌腺，這些腺體能分泌有助於寄生日本弓背蟻的化學物質。這些器官包括觸角器與背部蜜腺（DNO）。 第三齡毛毛蟲最有可能被寄主螞蟻日本弓背蟻的工蟻收養，之後由螞蟻餵養並撫育，直到牠們準備化蛹。 收養行為通常發生於夏季。

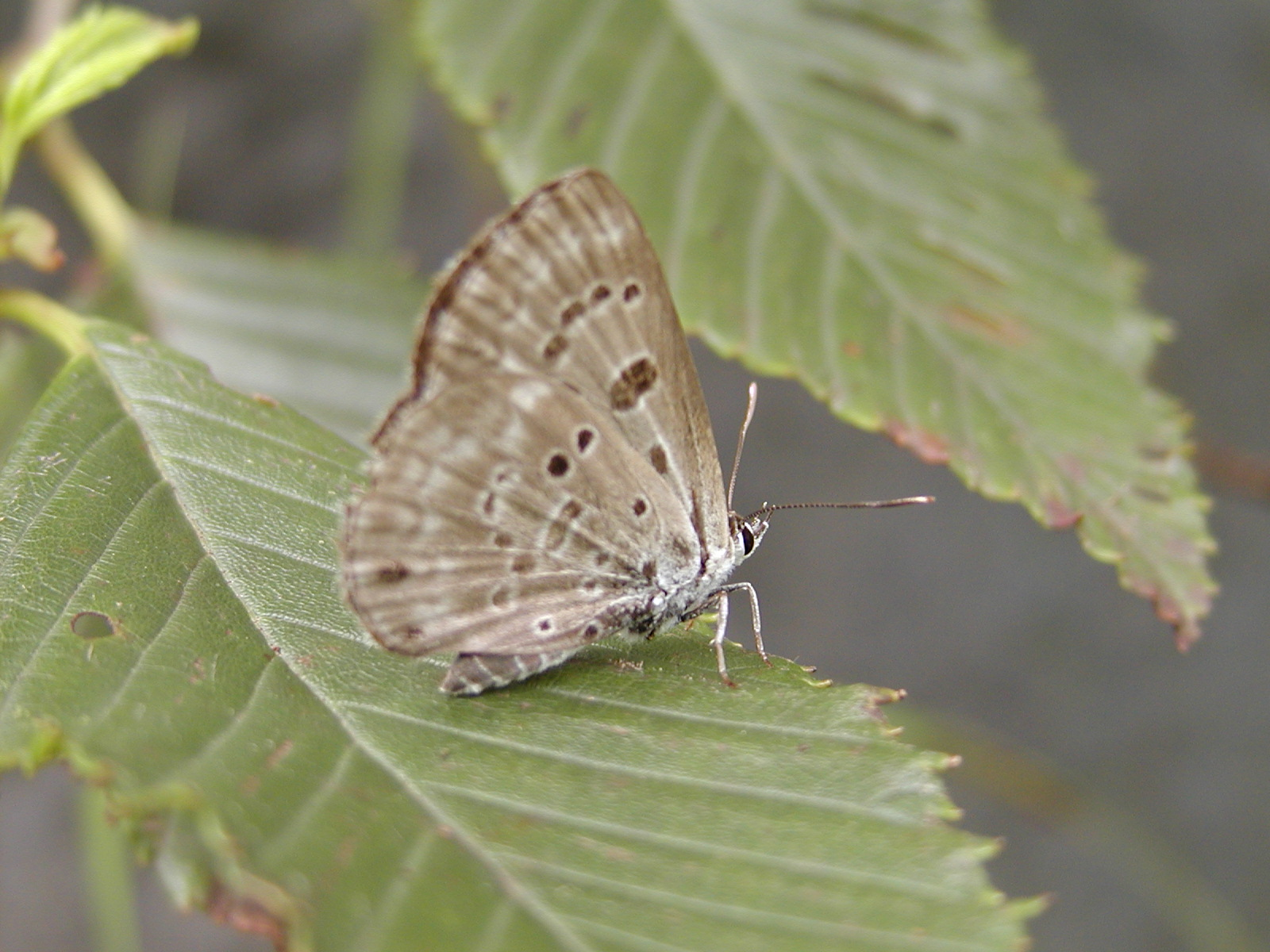
雌蝶

### 蛹
化蛹發生於晚春，約為被寄主螞蟻收養為第三齡期後的10個月。 化蛹之前會歷經冬眠，此冬眠亦發生於螞蟻巢中。 冬眠結束後，幼蟲會移動到日本弓背蟻巢穴的邊緣，並在此築繭化蛹。

### 成蟲
黑灰蝶也會在晚春羽化，約在化蛹後兩週內完成——牠屬於季末羽化的昆蟲。

## 寄生性

### 寄主
黑灰蝶 最常因其與寄主螞蟻日本弓背蟻間的專性寄生關係而被研究。寄主工蟻會收養第三齡毛毛蟲，之後毛毛蟲會在其中生活並成長達十個月之久。牠們會在日本弓背蟻的巢中度過其幼蟲期剩餘的時間，並會選擇在螞蟻巢口處化蛹。 儘管蝴蝶與螞蟻幼蟲之間存在明顯的體型差異，工蟻仍會如同照顧自己親緣一樣照顧這些毛毛蟲。
這種互動是一種「杜鵑式」寄生（cuckoo-type）關係，即毛毛蟲由寄主螞蟻以口對口方式直接餵食。 它們攝取的是成年螞蟻的反芻物，此餵食機制稱為口餵（trophallaxis）。 因此，N. fusca 完全仰賴成年螞蟻供給其食物。

### 克服寄主的機制
黑灰蝶 會透過分泌與釋放角質碳氫化合物（CHCs）進行化學擬態，以欺騙寄主螞蟻將其毛毛蟲視為己出。CHCs 通常用於傳遞有關昆蟲的階級、群體、年齡等資訊。 這些 CHCs 由 DNO（N. fusca 的內分泌腺體）所分泌，其主要含糖成分為海藻糖（而非一般認為的葡萄糖）。
在毛毛蟲被收養之後，所產生的 CHCs 會發生變化，顯示其可能學習並重新調整分泌物，以更貼近與其頻繁接觸之工蟻的氣味。這一點也可從另一發現獲得支持，即蝴蝶幼蟲所分泌的 CHCs 更接近雄性成蟻而非螞蟻幼蟲的 CHCs。
CHCs 幫助毛毛蟲避免遭受螞蟻攻擊，方法是模仿群落專屬資訊的產生。

## 保護色與行為

### 化學擬態
黑灰蝶 能夠被收養進寄主螞蟻群落的主要機制之一，即為其所採用的化學擬態。這種策略不僅讓蝴蝶得以進入螞蟻群落，進而獲得長達十個月的口餵營養與照顧，亦能傳遞虛假的群落與個體識別資訊，使其與雄性成蟻的身分相符。 毛毛蟲因而得以在該群落中生活數月，不僅未受寄主螞蟻攻擊，甚至還獲得幾乎與寄主照顧其自家幼蟲相等的養育。CHCs，也就是毛毛蟲所使用的化學物質，經調整後能更近似成蟻雄性的化學訊號。

## 生理機制

### 化學物質的分泌
除了化學擬態之外，毛毛蟲的分泌物也能迎合日本弓背蟻的味覺偏好。該分泌物主要由四海藻糖組成，來源於 DNO（一種內分泌腺），而毛毛蟲此時為第三齡期。這些化學物質亦包含胺基酸，這些胺基酸被視為寄主螞蟻重要的氮來源。
這些化學分泌物會持續被調整，以持續吸引寄主螞蟻——這類「安撫物質」在寄生者數量稀少、規模小時，可能會在演化上維持穩定。

## 互利共生
雖然在這種「杜鵑式」互動中，蝴蝶無疑獲得較大益處，但已有研究指出此過程中可能存在互利共生，尤其是針對 N. fusca 的化學分泌物。其所分泌的四海藻糖可視為給予寄主螞蟻的一種回饋，用以交換其對幼蟲的哺育與照顧，因為螞蟻偏好取食含有高濃度四海藻糖的分泌物。而當中的胺基酸則可能為寄主螞蟻提供重要且豐富的氮營養來源。

## 保育現況

### 棲地喪失
黑灰蝶被列於日本紅皮書為瀕危物種。 在有蝴蝶紀錄的44個都道府縣中，目前僅有27個仍維持紀錄，顯示其分布減少了39%。大多數衰退發生於過去40年間，即從1980年代至今。牠也是四種已在四國絕跡的物種之一。

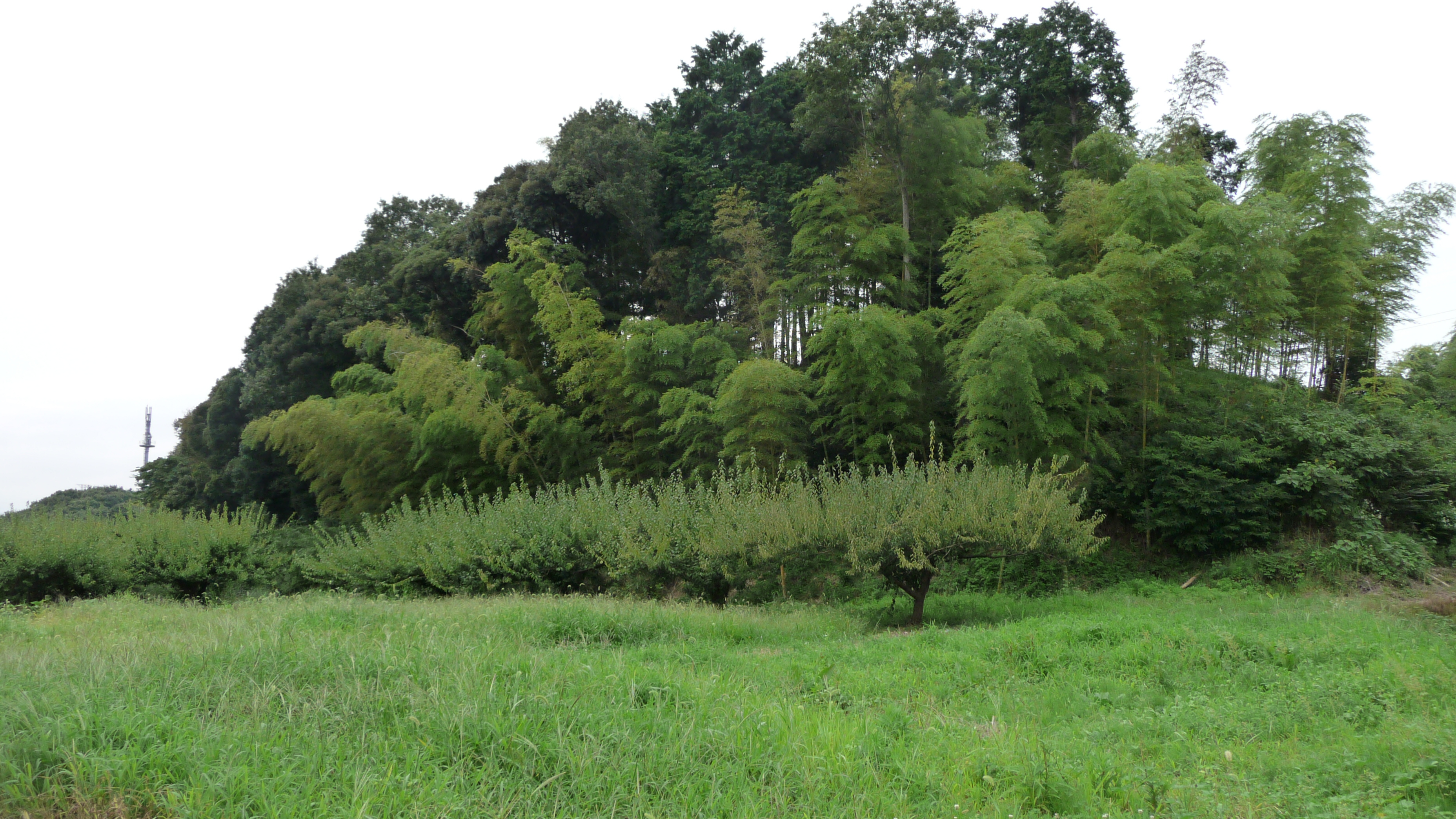
里山，利用植被層。

導致黑灰蝶數量下降、進而陷入瀕危的兩個主要原因為：里山生態系退化與都市開發。 因為蝴蝶所能棲息的區域多為初期演替階段，為避免這些地區演替至晚期階段導致蝴蝶棲地喪失，這些棲地就必須維持於該狀態。許多里山因缺乏管理，不是被破壞就是演替成森林。 這一現象在過去30至40年間越加明顯。
另一原因是都市化開發。不僅導致里山的價值降低（進而被遺棄），也破壞部分自然土地，以騰出空間進行都市建設。儘管維持初期演替狀態可能較為困難且費用高昂，但保護其他更穩定的棲地，例如火山附近的峭壁或草原，將會是更可行的保育方案。
在南韓也可見類似衰退趨勢，自1999年以來便未再觀察到該物種。